# ولگوگراد
ولگوگراد (به روسی: Волгогра́д) یک شهر در روسیه است که مرکز اداری منطقه ولگوگراد محسوب می‌شود. این شهر در ساحل غربی رودخانه ولگا قرار دارد. جمعیت این شهر در سرشماری سال ۲۰۱۰ برابر با ۱٬۰۲۱٬۲۱۵ بوده‌است.
این شهر با نام اولیه «تزاریتسین» در سال ۱۵۵۵ شکل گرفت. در سال ۱۶۰۷ پادگان قلعه به مدت شش ماه در برابر نیروهای تزار واسیلی شوشیکی شورش کرد. در سال ۱۶۰۸، این شهر اولین کلیسای سنگی خود را ، سنت جان باپتیست به دست آورد. در سال ۱۶۷۰ سربازان استپان رازین قلعه را تصرف کردند. آنها بعد از یک ماه آن را ترک کردند. در ۱۷۰۸ شورشیان قزاق کوندری بولاوین این قلعه را نگه داشتند. در سال ۱۶۹۱، مسکو یک پاسگاه گمرک در آن تأسیس کرد. در ۱۷۰۸ تزاریتسین به عنوان فرمانداری کازان تعیین شد. در سال ۱۷۱۹ به عنوان استان آستاراخان. براساس سرشماری سال ۱۷۲۰، این شهر ۴۰۸ نفر جمعیت داشت. در سال ۱۷۷۳ این شهر تبدیل به یک شهر استانی و منطقه‌ای شد. از سال ۱۷۷۹ متعلق به سراتوف بود. در سال ۱۷۸۰ این شهر تحت فرمانداری تازه تأسیس سارلتوف قرار گرفت.

## نام‌گذاری
نام تاریخی آن از سال ۱۵۹۸ میلادی تزاریتسین (تزاریتسا) بوده‌است. از سال ۱۹۲۵ تا سال ۱۹۶۱ میلادی این شهر استالینگراد نامیده می‌شد.

## تاریخچه
نبرد استالینگراد در جنگ جهانی دوم در این شهر رخ داد.

## کانال ولگا-دن

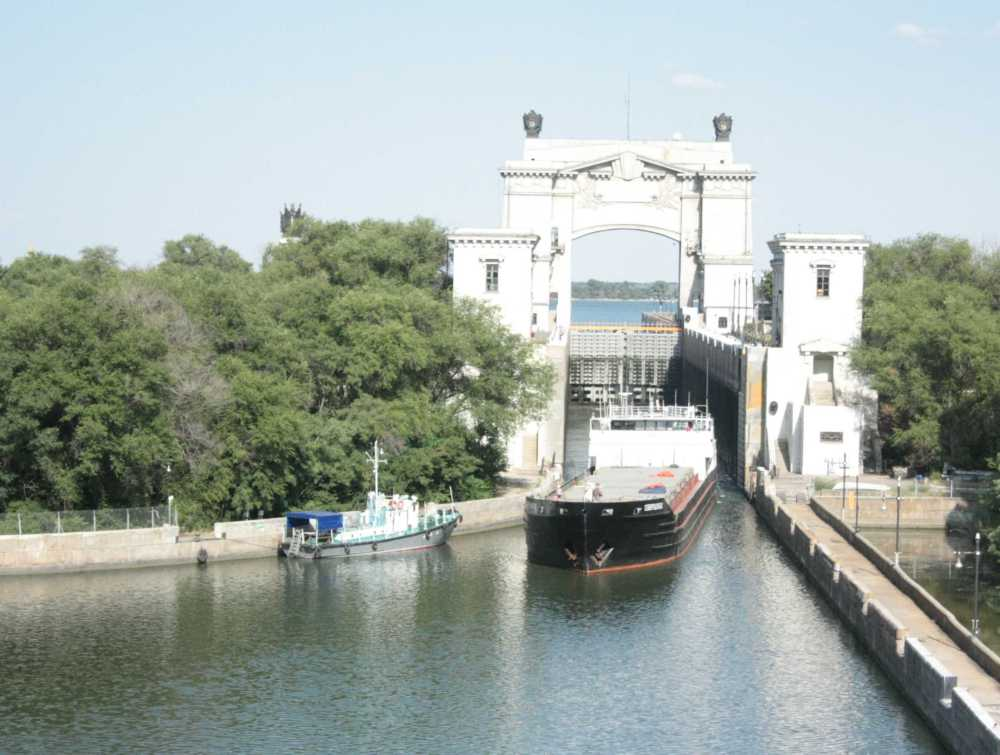
قسمتی از کانال

کانال ولگا-دن، که رودخانه ولگا از حوزه آبریز دریای خزر را به رودخانه دان از حوزه آبریز دریای آزوف (بخشی از دریای سیاه) متصل می‌کند، در این شهر قرار دارد. به‌وسیلهٔ این کانال امکان کشتیرانی از آب‌های آزاد به دریاچه خزر امکان‌پذیر می‌باشد این کانال به طول ۱۰۱ کیلومتر، بین سال‌های ۱۹۴۸ تا ۱۹۵۲ در زمان اتحاد جماهیر شوروی و بیشتر توسط زندانیان سیستم گولاگ (اداره کل اردوگاه‌های کار و اصلاح) ساخته شد.